# Mammern
Mammern é uma comuna da Suíça, no Cantão Turgóvia, com cerca de 613 habitantes. Estende-se por uma área de 5,4 km², de densidade populacional de 114 hab/km². Confina com as seguintes comunas: Eschenz, Herdern, Homburg, Hüttwilen, Öhningen (DE-BW), Steckborn.
A língua oficial nesta comuna é o Alemão.